# Börzsöny-patak
A Börzsöny-patak vagy Börzsönyi-patak az Ipoly bal oldali mellékvize Magyarországon, a Börzsönyben.

## Földrajz
Nagybörzsönytől keletre, az Ércbánya-vadászháznál, a Kovács-patak és a Bánya-patak összefolyásából születik. Innen nagyjából nyugati irányba folyik, majd Nagybörzsönynél északnyugatra fordul, és Vámosmikolánál az Ipolyba torkollik.

### Mellékvizek
A Börzsöny-patak fontosabb mellékvizei a forrástól a torkolat felé haladva a következők:
- Hosszú-völgyi-patak (bal)
- Szállás-patak (jobb)[1]

## Történelem
A patak mentén egykor hét malom működött. Nagybörzsönyben 1570-ben kettő, 1783-ban négy malmot írtak össze, és a 20. század első felében is négy malom őrölt. Az Antal-féle műemlék vízimalom ma múzeumként működik.